# Ina Martell
Pour les articles homonymes, voir Martell (homonymie).
Ina Martell, de son vrai nom Dorothea Polzin (née le 27 janvier 1944 à Berlin) est une chanteuse allemande.

## Biographie
Ina Martell appartient aux chanteuses qui ont du succès dans les années 1960 en RDA.
Elle a aussi du succès grâce à son duo avec Michael Hansen. Dans les téléfilms musicaux de Walter Eichenberg, elle chante et a un premier rôle. Elle est présente dans le film Hochzeitsnacht im Regen.

## Discographie
- Downtown, Amiga 450 508 (1965)
- Wiedersehen, Amiga 450 508
- Mit 17 hat man noch Träume, Amiga 450 509 (1965)
- Zwei Küsse beim Nachhausegehen, Amiga 450 509 (1965)
- Wenn du Hochzeit hast, Amiga 450 607 (1967)
- Helle Nächte und Küsse, Amiga 450 607
- Die sieben Wunder, Amiga 8 50 129 (1968)
- Dann kamst du mir entgegen, Amiga 450 653 (1968)
- Wann kommt der Tag, Amiga 450 688 (1968)
- Doch mein Herz hat geweint, Amiga 450 695 (1968)
- Heute sehn uns alle Bostella tanzen, Amiga 450 706 (1968)
- Blumen aus Eis, Amiga 450 712 (1969)
- Der erste Tanz, Amiga 450 719 (1969)
- Das seh ich dir an der Nase an, Amiga 450724 (1969)
- Fang meine Träume ein, Amiga 450 730 (1969)
- Heut bist du bei ihr, Amiga 450 736 (1969)
- Heute wird der schönste Tag, Amiga 850 167
- Vergiss die Lampions nicht, Amiga 850 178
- Das müsste rot im Kalender stehen, Amige 450 748 (1970)
- Ich glaube daraus könnte Liebe entstehen, Amiga 450 748 (1970)
- Der Zug fährt ab, Amiga 450 751 (1970)
- Flocken fallen, Amiga 450 751
- Ich war die Frau Heinrich VIII., Amiga 450 779 (1971)
- Frech zum Verlieben, Amiga 450 810 (1971)
- Über weißen Wolken, Amiga 450 810

## Source de la traduction
- (de) Cet article est partiellement ou en totalité issu de l’article de Wikipédia en allemand intitulé « Ina Martell » (voir la liste des auteurs).